# Бронза
Бронза је назив за велики број легура бакра, најчешће с калајем, али и са другим елементима као што су фосфор, манган, алуминијум и силицијум. Од овога је изузетак легура с цинком која се обично назива месинг. Пре открића гвожђа била је најважнији метал, па је према њој добило назив и бронзано доба.
Бронза је мешавина бакра и калаја која, када се изгланца, изгледа као злато. Династија Шанг је стекла моћ обрадом бронзе, јер је бронза тврд метал који се може употребити на много начина - за оруђе, кућне посуде и оружје. Бронза је коришћена и за украсе, уметничке и верске предмете. Изливала се у глинене калупе са изрезбареним шарама. Бронза је у целом свету представљала велики технолошки напредак.
Археолошки период у којем је бронза била најтврђи метал у широкој употреби познат је као бронзано доба. Почетак бронзаног доба у Индији и западној Евроазији конвенционално се датира у средину 4. миленијума пне, и у почетак 2. миленијума п. н. е. у Кини; другде се постепено ширио по регионима. Након бронзаног доба следило је гвоздено доба почев од око 1300. године п. н. е. и достигавши већи део Евроазије око 500. године п. н. е, иако је бронза и даље имала много ширу употребу него што је то случај у модерно доба.
Будући да су историјски комади често израђивани од месинга (бакра и цинка) и бронзе са различитим композицијама, модерни музејски и научни описи старијих предмета уместо тога све чешће користе уопштени термин „легура бакра“.

## Етимологија
Реч бронза (1730–40) је позајмљена из средњофранцуског bronze (1511), која потиче од италијанске речи bronzo 'бели метал, плех' (13. век, преведено на средњовековни латински као bronzium) од било:
- , повратна формација из византијског грчког brontēsíon (βροντησίον, 11. век), можда из Brentḗsion (Βρεντήσιον, ’Бриндизи’, познат по својој бронзи)[6][7] или првобитно:
- у својој најранијој форми од староперсијског birinj, biranj (برنج, 'месинг', модерни berenj) и piring (پرنگ) 'бакар',[8] из којег су такође произашла грузијска реч brinǯi (ბრინჯი), турска pirinç, и јерменска brinj (բրինձ), што такође значи ’бронза’.

## Историја
Откриће бронзе омогућило је људима да стварају металне предмете који су били тврђи и издржљивији него што је раније било могуће. Бронзани алати, оружје, оклоп и грађевински материјали попут украсних плочица били су тврђи и издржљивији од својих претходника од камена и бакра („халколита“). У почетку је бронза израђивана од бакра и арсена, формирајући арсенову бронзу, или од природно или вештачки помешаних руда бакра и арсена, при чему су најранији артефакти до сада познати из 5. миленијум п. н. е. нађени на Иранској висоравни. Тек касније је коришћен калај, који је постао главни небакарни састојак бронзе у касном 3. миленијуму п. н. е.

### Прелаз на гвожђе
Иако је бронза углавном тврђа од кованог гвожђа, са тврдоћом по Викерсу од 60–258 насупрот 30–80, бронзано доба је уступило место гвозденом добу након озбиљног поремећаја у трговини калајом: миграција становништва од око 1200–1100. п. н. е. редуковала је испоруке калаја око Медитерана и из Британије, ограничавајући залихе и повећавајући цене. Како се уметност рада у гвожђу побољшавала, гвожђе је постајало све јефтиније и побољшавало се у квалитету. Kултуре напредовале од ручно кованог гвожђа до машински кованог гвожђа (обично направљеног помоћу механичких чекића са погоном на воду). Временом су ковачи научили како се израђује челик. Челик је јачи од бронзе и дуже држи оштру ивицу.
Бронза се још увек користила током гвозденог доба, и наставила је да се користи у многе сврхе све до данас.

## Састав
Постоји много различитих легура бронзе, али обично модерна бронза чини 88% бакра и 12% калаја. Алфа бронза се састоји од алфа чврстог раствора калаја у бакру. Алфа бронзане легуре од 4-5% калаја користе се за израду новчића, опруга, турбина и лопатица. Историјске „бронзе“ су врло променљивог састава, јер је већина металаца вероватно користила било који отпад који је био при руци; метал енглеског глостерског свећњака из 12. века је бронза која садржи мешавину бакра, цинка, калаја, олова, никла, гвожђа, антимона, арсена са необично великом количином сребра - између 22,5% у основи и 5,76% у посуди испод свеће. Пропорције ове смеше сугеришу да је свећњак направљен од залихе старих новчића. Бенинске бронзе су заправо месинг, а романска крстионица у цркви Светог Бартоломеја у Лијежу описана је и као бронза и као месинг.
У бронзаном добу су се уобичајено користила два облика бронзе: у ливењу се користила „класична бронза“ са око 10% калаја; а „мека бронза“ са око 6% калаја је искивана из полуга ради прављења лимова. Оштрице оружја одливано је углавном од класичне бронзе, док су шлемови и оклопи ковани од меке бронзе.
Трговачка бронза (90% бакра и 10% цинка) и архитектонска бронза (57% бакра, 3% олова, 40% цинка) исправније се сматрају легурама месинга, јер садрже цинк као главни легирајући састојак. Оне се често користе у архитектонским апликацијама.
Бизмутова бронза је легура бронзе са саставом од 52% бакра, 30% никла, 12% цинка, 5% олова и 1% бизмута. Она може да се добро исполира и тако се понекад користи у светлосним рефлекторима и огледалима.
Пластична бронза садржи значајну количину олова, што побољшава пластичност, коју су можда користили стари Грци у својој бродској конструкцији.
Силицијумска бронза има састав Si: 2,80-3,80%, Mn: 0,50-1,30%, Fe: 0,80% макс., Zn: 1,50% мак., Pb: 0,05% макс., Cu: остатак.
Остале бронзане легуре укључују алуминијумску бронзу, фосфорну бронзу, манганску бронзу, метал звона, арсеничну бронзу, метал спекулума и легуре чинела.

## Особине
Бронзе су обично растегљиве легуре, знатно мање крте од ливеног гвожђа. Типично бронза оксидира само површински; када се једном формира слој бакар оксида (који на крају постаје бакар карбонат), основни метал је заштићен од даље корозије. То се може видети на статуама из хеленистичког периода. Међутим, ако се формира хлорид бакра, начин корозије назван „бронзана болест“ на крају ће је потпуно уништити. Легуре на бази бакра имају ниже тачке топљења од челика или гвожђа и лакше се производе од њихових саставних метала. Оне су генерално гушће за око 10 посто од челика, мада легуре које користе алуминијум или силицијум могу бити нешто мање густе. Бронза је бољи проводник топлоте и електричне енергије од већине челика. Цена легура на бази бакра је углавном већа од цене челика, али нижа од легура на бази никла.